# Detto fatto
Detto fatto è stato un programma televisivo italiano di genere tutoriale e varietà, andato in onda su Rai 2 dal 18 marzo 2013 al 5 maggio 2022, nella fascia del primo pomeriggio. Il programma è stato condotto nelle prime sei edizioni da Caterina Balivo. Dalla settima edizione alla decima è stato condotto da Bianca Guaccero e per un breve periodo da Serena Rossi.

## Il programma

### Conduzione Caterina Balivo

#### Prima edizione (primavera 2013)
Il programma inizia lunedì 18 marzo 2013 su Rai 2 alle ore 14:00 con la conduzione di Caterina Balivo. Durante la prima settimana di programmazione va in onda fino alle 15:30, per poi essere prolungato di mezz'ora dalla seconda settimana in poi. Tra il cast troviamo il costumista Giovanni Ciacci che si occupa del cambio look. Questa prima edizione si conclude venerdì 7 giugno 2013.

#### Seconda edizione (2013-2014)
Dopo la pausa estiva, il programma riparte con la seconda edizione da lunedì 2 settembre 2013 dalle ore 14:00 alle ore 16:15 circa dal lunedì al venerdì sempre su Rai 2 sempre con la conduzione di Caterina Balivo. Dal 7 gennaio 2014 il programma va in onda dalle 14:45 alle 17:00. Tra le novità di questa edizione abbiamo: la videosigla, il logo, lo studio, la scenografia e la grafica completamente rinnovati.

#### Terza edizione (2014-2015)
La terza edizione di Detto fatto va in onda da lunedì 8 settembre 2014 dalle ore 14:00 alle ore 16:15 circa, dal lunedì al venerdì su Rai 2 con la conduzione di Caterina Balivo. Dal 7 febbraio al 6 giugno 2015, va in onda anche il sabato con un mix della settimana. Da aprile va in onda Detto fatto Sabato, che comprende un mix di varie puntate accompagnato da sketch in cui sono presenti la Balivo e i principali tutor del programma.

#### Quarta edizione (2015-2016)
La quarta edizione di Detto fatto va in onda da lunedì 7 settembre 2015 dalle ore 14:00 alle ore 16:15 circa, dal lunedì al venerdì su Rai 2 con la conduzione di Caterina Balivo. In questa edizione viene cambiato lo stile dello studio, aggiungendo una passerella al centro. New entry del cast è l'incursore Gianpaolo Gambi. Fin dall'inizio dell'edizione viene usata una nuova sigla, Live Is Life degli Opus.
Questa edizione termina il 27 maggio 2016.

#### Quinta edizione (2016-2017)
La quinta edizione di Detto fatto va in onda da lunedì 5 settembre 2016 dalle ore 14:00 alle ore 16:30 circa, dal lunedì al venerdì su Rai 2 con la conduzione di Caterina Balivo.
Da questa edizione viene effettuato un restyling del logo, dello studio, della grafica e della sigla del programma che da quest'anno diventa Hymn for the Weekend dei Coldplay, la cui versione originale verrà poi sostituita da una riadattata dalla puntata del 21 settembre 2016.
Da gennaio 2017 il programma viene venduto anche in Canada.
Dal 13 al 16 giugno va in onda Il Meglio di Detto Fatto - Detto Fatto Remix in cui venivano riproposte le parti migliori delle puntate della stagione appena conclusa.

#### Sesta edizione (2017-2018)
La sesta edizione va in onda su Rai 2 da lunedì 11 settembre 2017. In quest’edizione vengono confermati il costumista Giovanni Ciacci e Gianpaolo Gambi. Tra le novità di quest’edizione si annoverano la conduzione temporanea di Serena Rossi (fino al 29 settembre 2017), che sostituisce Caterina Balivo in maternità, e la trasmissione in diretta il giovedì e, dall'8 gennaio 2018, anche il lunedì.
La sigla rimane la stessa, ma in una nuova versione. Il programma assume la denominazione di Detto fatto alla Scala nella puntata del 7 dicembre (eccezionalmente in onda fino alle ore 16:55) e di Detto fatto Xmas dall'11 dicembre 2017 all'8 gennaio 2018. Nella settimana dal 6 al 9 febbraio 2018, in occasione della nuova edizione del Festival di Sanremo, il programma è interamente dedicato alla kermesse canora e va in onda in diretta. Il 26 marzo 2018 il programma non va in onda a seguito della scomparsa di Fabrizio Frizzi. L'edizione si conclude il 15 giugno con l'ultima puntata condotta da Caterina Balivo, che lascia il programma per passare a condurre il talk Vieni da me in onda dalla stagione successiva su Rai 1.

### Conduzione Bianca Guaccero

#### Settima edizione (2018-2019)
La settima edizione inizia il 10 settembre 2018 con la conduzione di Bianca Guaccero, affiancata dall'esperto di tendenze e costumista Giovanni Ciacci e dall’attore Gianpaolo Gambi. Si uniscono al cast fisso Daniele Persegani, Evelina Flachi, Jo Squillo, Raimondo Todaro, Jill Cooper, Giovanna Civitillo, Filippo Nardi, Mauro Perfetti, Ciro Oliva, Tito Marianetti, Lucas Peracchi, Luca Volpe, Natalia Cattelani, Nicola Santini, Ambra Romani e Luisanna Messeri. La sigla rimane la stessa, ma ha un nuovo arrangiamento; anche il logo rimane invariato, ma ha nuovi colori, non più rosa e viola, ma blu e fucsia. Vengono modificate anche la scenografia e la grafica e, accanto al fucsia, si aggiunge l'arancione. Inoltre, dal 25 febbraio 2019 ritorna nel cast, in veste di ospite e opinionista, Raffaello Tonon. La settima edizione termina il 10 maggio 2019 (molto in anticipo rispetto alle edizioni precedenti, per lasciare spazio al Giro d'Italia).

#### Ottava edizione (2019-2020)
L'ottava edizione inizia il 16 settembre 2019 con la conduzione di Bianca Guaccero affiancata anche per questa stagione da Gianpaolo Gambi. New entry di quest'edizione sono Carla Gozzi, che si occupa del cambio look al posto di Giovanni Ciacci, Guillermo Mariotto e Jonathan Kashanian; da questa stagione, inoltre, il programma va in onda in diretta per tutta la settimana. Il programma va in onda inizialmente alle 14:50, per spostarsi dopo soli due giorni alle 14:30 e tornare, dal 14 ottobre successivo, all'orario originario delle 14:00. Tra le novità una nuova sigla cantata dalla stessa Guaccero, una scenografia e una grafica riviste nei colori. Il logo rimane invariato, lasciando il blu e passando dal fucsia al rosso. Dal 24 febbraio, a causa della pandemia di coronavirus, il programma, rispettando le procedure governative, va in onda senza pubblico in studio. Le puntate del 6, del 9 e dell'11 marzo vengono condotte da Jonathan Kashanian ed Elisa D'Ospina con la partecipazione di Gianpaolo Gambi e Carla Gozzi, in sostituzione della Guaccero. Dopo una pausa imposta dalla stessa emergenza sanitaria (dal 12 marzo all'8 maggio 2020), il programma torna in onda dall'11 maggio. Questa edizione termina il 3 luglio 2020.

#### Nona edizione (2020-2021)
La nona edizione inizia il 26 ottobre 2020 (in ritardo rispetto alle edizioni precedenti, a causa del Giro d'Italia rinviato, inizialmente previsto in primavera, a causa della pandemia di COVID-19) con la conduzione di Bianca Guaccero. In quest'edizione vengono confermati Carla Gozzi con le sue rubriche di stile e il cambio look, Jonathan Kashanian con la sua "Superclassifica Jon" e l'attore Gianpaolo Gambi. Va inizialmente in onda dalle ore 14:55 fino alle 17:30. Dal 16 novembre, sempre a causa della pandemia di COVID-19 e della riduzione del personale Rai, il programma subisce un'ennesima modifica all'orario di messa in onda, terminando alle 16:30. Le puntate vengono introdotte con un'anteprima ribattezzata con il titolo "Quasi Detto Fatto". Il logo rimane invariato, ma cambiano la videosigla e la grafica, e viene rimodernato lo studio. Vengono introdotti nuovi spazi come "Il giardino d'inverno" e "Il teuccio delle cinque", quest'ultimo però decade dalla puntata di venerdì 13 novembre 2020. Tra le new entry ci sono gli chef Natale Giunta, Cristian Bertol e Cesare Marretti.
Il 25 novembre 2020 il programma viene temporaneamente sospeso a causa di uno sketch in cui una tutor spiega come sedurre facendo acquisti al supermercato; l'episodio, verificatosi proprio alla vigilia della giornata internazionale per l'eliminazione della violenza contro le donne, scatena molte polemiche causando l'avvio di un'istruttoria interna, oppure per controlli sanitari. Detto fatto torna a partire dal 9 dicembre successivo dalle ore 15:15, con un nuovo capo progetto e un nuovo gruppo di autori. Questa edizione termina il 7 maggio 2021, per lasciare spazio al Giro d'Italia.

#### Decima edizione (2021-2022)
La decima e ultima edizione è iniziata il 13 settembre 2021 con la conduzione di Bianca Guaccero, affiancata da Carla Gozzi, Jonathan Kashanian e Gianpaolo Gambi. Tra le novità c'è un restyling dello studio. Il 25 ottobre 2021 viene replicata la puntata del 6 ottobre precedente, a causa di uno sciopero del personale Rai di Milano, tornando regolarmente in onda il giorno successivo allo sciopero. L'edizione termina il 5 maggio 2022, per lasciare spazio come di consueto al Giro d'Italia.
Questa è l'ultima edizione del programma che chiude dopo 9 anni, per lasciare spazio a BellaMa', il nuovo programma condotto da Pierluigi Diaco.

## Edizioni
| Edizione | Periodo           | Periodo        | Conduzione      | Conduzione      | Cast fisso      | Cast fisso         | Cast fisso         | Cast fisso      | Puntate | Sigla                           | Studio televisivo                                              | Regia                   |
| Edizione | Inizio            | Fine           | Conduzione      | Conduzione      | Cast fisso      | Cast fisso         | Cast fisso         | Cast fisso      | Puntate | Sigla                           | Studio televisivo                                              | Regia                   |
| -------- | ----------------- | -------------- | --------------- | --------------- | --------------- | ------------------ | ------------------ | --------------- | ------- | ------------------------------- | -------------------------------------------------------------- | ----------------------- |
| 1ª       | 18 marzo 2013     | 7 giugno 2013  | Caterina Balivo | Caterina Balivo | Giovanni Ciacci | Giovanni Ciacci    | Giovanni Ciacci    | –               | 60      | Suddenly I See (KT Tunstall)    | Studio M3 del Centro di produzione Rai di via Mecenate, Milano | Enrico Rimoldi          |
| 2ª       | 2 settembre 2013  | 30 maggio 2014 | Caterina Balivo | Caterina Balivo | Giovanni Ciacci | Giovanni Ciacci    | Giovanni Ciacci    | –               | 189     | Suddenly I See (KT Tunstall)    | Studio M3 del Centro di produzione Rai di via Mecenate, Milano | Fabrizio Guttuso Alaimo |
| 3ª       | 8 settembre 2014  | 29 maggio 2015 | Caterina Balivo | Caterina Balivo | Giovanni Ciacci | Giovanni Ciacci    | Giovanni Ciacci    | –               | 178     | Suddenly I See (KT Tunstall)    | Studio M3 del Centro di produzione Rai di via Mecenate, Milano | Egidio Romio            |
| 4ª       | 7 settembre 2015  | 27 maggio 2016 | Caterina Balivo | Caterina Balivo | Giovanni Ciacci | Giovanni Ciacci    | Giovanni Ciacci    | Gianpaolo Gambi | 175     | Live Is Life (Opus)             | Studio M3 del Centro di produzione Rai di via Mecenate, Milano | Egidio Romio            |
| 5ª       | 5 settembre 2016  | 12 giugno 2017 | Caterina Balivo | Caterina Balivo | Giovanni Ciacci | Giovanni Ciacci    | Giovanni Ciacci    | Gianpaolo Gambi | 191     | Hymn for the Weekend (Coldplay) | Studio M3 del Centro di produzione Rai di via Mecenate, Milano | Egidio Romio            |
| 6ª       | 11 settembre 2017 | 15 giugno 2018 | Serena Rossi    | Caterina Balivo | Giovanni Ciacci | Giovanni Ciacci    | Giovanni Ciacci    | Gianpaolo Gambi | 189     | Hymn for the Weekend (Coldplay) | Studio M3 del Centro di produzione Rai di via Mecenate, Milano | Egidio Romio            |
| 7ª       | 10 settembre 2018 | 10 maggio 2019 | Bianca Guaccero | Bianca Guaccero | Giovanni Ciacci | Giovanni Ciacci    | Giovanni Ciacci    | Gianpaolo Gambi | 170     | Hymn for the Weekend (Coldplay) | Studio M3 del Centro di produzione Rai di via Mecenate, Milano | Egidio Romio            |
| 8ª       | 16 settembre 2019 | 3 luglio 2020  | Bianca Guaccero | Bianca Guaccero | Carla Gozzi     | Jonathan Kashanian | Guillermo Mariotto | Gianpaolo Gambi | 153     | Detto fatto è qua               | Studio M3 del Centro di produzione Rai di via Mecenate, Milano | Egidio Romio            |
| 9ª       | 26 ottobre 2020   | 7 maggio 2021  | Bianca Guaccero | Bianca Guaccero | Carla Gozzi     | Jonathan Kashanian | –                  | Gianpaolo Gambi | 118     | Detto fatto è qua               | Studio M3 del Centro di produzione Rai di via Mecenate, Milano | Egidio Romio            |
| 9ª       | 26 ottobre 2020   | 7 maggio 2021  | Bianca Guaccero | Bianca Guaccero | Carla Gozzi     | Jonathan Kashanian | –                  | Gianpaolo Gambi | 118     | Detto fatto è qua               | Studio M3 del Centro di produzione Rai di via Mecenate, Milano | Andrea Caradonna        |
| 10ª      | 13 settembre 2021 | 5 maggio 2022  | Bianca Guaccero | Bianca Guaccero | Carla Gozzi     | Jonathan Kashanian | –                  | Gianpaolo Gambi | 156     | Detto fatto è qua               | Studio M3 del Centro di produzione Rai di via Mecenate, Milano |                         |

## Audience
| Edizione | Rete televisiva | Anno      | Stagione          | Programmazione | Programmazione | Programmazione | Programmazione | Programmazione | Programmazione | Programmazione | Telespettatori | Share |
| Edizione | Rete televisiva | Anno      | Stagione          | L              | M              | M              | G              | V              | S              | D              | Telespettatori | Share |
| -------- | --------------- | --------- | ----------------- | -------------- | -------------- | -------------- | -------------- | -------------- | -------------- | -------------- | -------------- | ----- |
| 1ª       | Rai 2           | 2013      | primavera         |                |                |                |                |                |                |                | 767 000        | 5,41% |
| 2ª       | Rai 2           | 2013-2014 | estate-primavera  | 891 000        | 6,36%          |                |                |                |                |                |                |       |
| 3ª       | Rai 2           | 2014-2015 | estate-primavera  | 1 019 000      | 7,25%          |                |                |                |                |                |                |       |
| 4ª       | Rai 2           | 2015-2016 | estate-primavera  | 999 000        | 7,28%          |                |                |                |                |                |                |       |
| 5ª       | Rai 2           | 2016-2017 | estate-primavera  | 1 042 000      | 7,82%          |                |                |                |                |                |                |       |
| 6ª       | Rai 2           | 2017-2018 | estate-primavera  | 927 000        | 6,98%          |                |                |                |                |                |                |       |
| 7ª       | Rai 2           | 2018-2019 | estate-primavera  | 898 000        | 6,85%          |                |                |                |                |                |                |       |
| 8ª       | Rai 2           | 2019-2020 | estate-estate     | 627 000        | 4,92%          |                |                |                |                |                |                |       |
| 9ª       | Rai 2           | 2020-2021 | autunno-primavera | 493 000        | 4,03%          |                |                |                |                |                |                |       |
| 10ª      | Rai 2           | 2021-2022 | estate-primavera  | 466 000        | 4,29%          |                |                |                |                |                |                |       |

## Spin-off

### Detto fatto - Night
Sempre condotto da Caterina Balivo, il programma è la versione serale di Detto fatto, in onda nel giugno 2015 per due martedì in prima serata. Oltre ai consueti tutorial, nel programma è presente una gara fra personaggi del mondo dello spettacolo, che assistiti dai tutor del programma devono cimentarsi nel ruolo di tutor per una notte in diverse discipline: "instant fashion", "stile e tendenze", "fai da te", "make-up" e "burlesque". Al termine della serata i tutor del programma decretano il miglior concorrente della puntata, che vince il titolo di "tutor ad honorem". La prima puntata è stata vinta da Vladimir Luxuria (tutorial: "instant fashion"), presente in qualità di ospite-opinionista anche nella seconda puntata, che è stata vinta da Orietta Berti (tutorial: "stile e tendenze"). Ad aiutare i concorrenti nella prova del "fai da te" in entrambe le puntate, gli sportivi Luca Betti e Luigi Mastrangelo.
| Puntata | Messa in onda | Ospiti concorrenti                                                                         | Vincitore        | Telespettatori | Share | Fonte  |
| ------- | ------------- | ------------------------------------------------------------------------------------------ | ---------------- | -------------- | ----- | ------ |
| 1       | 2 giugno 2015 | Alex Belli, Martina Colombari, Lory Del Santo, Vladimir Luxuria, Justine Mattera           | Vladimir Luxuria | 1 130 000      | 5,69% | [ 12 ] |
| 2       | 9 giugno 2015 | Orietta Berti, Massimo Ciavarro, Le Donatella, Cristiano Malgioglio, Massimiliano Rosolino | Orietta Berti    | 1 083 000      | 5,24% | [ 13 ] |

### Detto fatto sabato e Detto fatto estate
Due spin-off del programma andati in onda da lunedì 1º giugno 2015 dalle ore 14:00 alle 15:30, che proponevano le repliche dei tutorial più belli della stagione 2014-2015.

### Detto fatto Xmas
È il titolo che viene dato a Detto fatto in occasione delle festività natalizie e dura dal 1º dicembre 2016 fino al 5 gennaio 2017. La stessa cosa avviene anche nella stagione successiva.

### Detto fatto Sanremo
Dal 7 al 13 febbraio 2017 Detto fatto fu in diretta per commentare il festival di Sanremo. Gli opinionisti (tutor) commentavano il festival, poi Giovanni Ciacci dava i voti ai look visti nelle serate di Sanremo. Dopo Caterina faceva sentire la voce per il gioco Cantatutor e il web avrebbe dovuto indovinare il tutor che cantava commentando con gli hashtag #DettoFattoSanremo e #CantaTutor. Un altro spazio presente in Detto fatto Sanremo era la social room nella quale c'era la tutor Cristina Fogazzi e Gianpaolo Gambi, che in ogni puntata imitava un personaggio diverso, e venivano letti i tweet inviati dai telespettatori.

### Detto fatto Summer
Dal 2017 Detto fatto Estate cambiò nome in Detto fatto Summer, in onda dal 29 maggio al 12 giugno 2017.

### Detto fatto Remix
Detto fatto Remix andò in onda dal 13 al 16 giugno 2017 con i migliori tutorial della stagione con alcuni inediti.

### Detto fatto alla Scala
Detto Fatto alla Scala fu il nome della puntata in diretta del 7 dicembre 2017, con Giovanni Ciacci come inviato d'eccezione direttamente dal Teatro alla Scala per svelare i retroscena e le curiosità della prima mondiale alla Scala dell'opera Andrea Chénier. La puntata fu eccezionalmente prolungata fino alle 16:55.

### Detto fatto Speciale Sanremo 2018
Dal 6 al 9 febbraio 2018, settimana del Festival di Sanremo 2018, Detto fatto fu dedicato al Festival: i tutor erano opinionisti, e c'erano anche diversi ospiti come alcuni cantanti che avevano partecipato alle edizioni precedenti del Festival. Presenti anche collegamenti dal Teatro Ariston con l'attore Gianpaolo Gambi nelle vesti di Gigi Marzullo, Beppe Vessicchio e Cristiano Malgioglio. Per l'occasione Detto fatto andò in diretta per tutta la settimana. Il programma commentava Sanremo per oltre 90 minuti.

### Detto fatto Speciale Oscar 2018
Il 5 marzo 2018 il programma commentò la 90ª Notte degli Oscar con un parterre d'eccezione.

### Detto fatto Speciale David di Donatello
Il 22 marzo 2018 il programma commentò in diretta la 63ª edizione dei David di Donatello con un parterre d'eccezione.

### Casa Detto fatto
Il 7 marzo 2020 andò in onda una versione speciale dal titolo Casa Detto fatto, condotta sempre da Bianca Guaccero con Carla Gozzi, Jonathan Kashanian e Gianpaolo Gambi. Il programma fu ambientato nelle diverse "stanze" della casa. Doveva continuare ad andare in onda ogni sabato alle 11:15 ma si è fermato il 12 marzo a causa dell'emergenza sanitaria del COVID-19.

### Pronto Detto fatto
In seguito al lockdown per il contenimento della pandemia di COVID-19, dal 23 marzo all'8 maggio 2020, dalle 14:00 alle 15:30 per tre volte alla settimana (lunedì, mercoledì, venerdì) il programma sbarcò su Instagram con il nome Pronto Detto fatto, condotto sempre da Bianca Guaccero con Carla Gozzi, Jonathan Kashanian e Gianpaolo Gambi.

## Conduzione
Il programma è stato condotto per le prime sei edizioni da Caterina Balivo, affiancata da Giovanni Ciacci sin dalla prima edizione e dalla quarta edizione si aggiunge al cast Gianpaolo Gambi. La conduttrice viene sostituita nel settembre 2017 da Serena Rossi per maternità. Dalla settima edizione il programma è condotto da Bianca Guaccero, affiancata anch'essa da Gambi e Ciacci. Quest'ultimo decide di abbandonare il cast a maggio 2019 e verrà sostituito nella stagione successiva da Carla Gozzi, Guillermo Mariotto e Jonathan Kashanian.  Nelle puntate del 6, 9 e 11 marzo 2020 la Guaccero viene sostituita da Elisa D'Ospina, Kashanian, la Gozzi e Gambi. Nelle puntate del 29 ottobre, 2 e 3 novembre la conduttrice viene sostituita sempre dai membri del cast essendo in quarantena cautelativa e anche dal 12 aprile 2021 essendo risultata positiva al COVID-19. Il 3 maggio Bianca annuncia la sua guarigione e torna a condurre il programma il giorno dopo. Dal 18 al 26 aprile 2022 si assenta dalla trasmissione per motivi personali, venendo ancora una volta sostituita da Gambi, Kashanian e Gozzi.

## Sigla
La sigla delle prime tre edizioni di Detto fatto fu Suddenly I See, singolo di KT Tunstall. La sigla della quarta edizione fu Life Is Life degli Opus. Dalla quinta alla settima edizione fu Hymn for the Weekend dei Coldplay, prima nella versione originale e poi in varie versioni riadattate. Nelle ultime tre edizioni viene usato un jingle creato appositamente per la trasmissione, cantato e coreografato dalla stessa Bianca Guaccero, dal titolo Detto fatto è qua.

## Editoria
Il consenso del programma ha dato vita a una collana di libri incentrati sui tutorial, accreditati a Caterina Balivo come autrice, e a una rivista mensile con articoli della conduttrice e dei tutor del programma.

### Libri
- Detto Fatto. La casa stanza per stanza, Rizzoli, 2014.
- Detto Fatto. Il look giorno per giorno, Rizzoli, 2014.
- Detto Fatto. La cucina ricetta per ricetta, Rizzoli, 2014.
- Il Grande Libro di Detto Fatto, Rizzoli, 2015.
- Detto Fatto. Le cartoline del sorriso, Rai Eri, 2016.

### Rivista
- Detto Fatto, Rai Com e Fabbri Centauria, 2014 - 2019 (mensile).